# Авангард (стадіон, Луганськ)
«Аванга́рд» — багатофункціональний стадіон, розташований у Луганську, є ареною проведення домашніх матчів футбольного клубу «Зоря». Місткість 22 288 глядачів.
Історія
До 2000 року стадіон належав виробничому об’єднанню «Луганськтепловоз». 
З лютого 2002 року «Авангард» перейшов у комунальну власність Луганської області. 
У 2003 році стадіон було реконструйовано. 
У березні 2011 року, після матчу «Зоря» — «Волинь» ФФУ заборонила проведення матчів Прем’єр-ліги на «Авангарді», зважаючи на незадовільний стан газону. У квітні 2011 року було розпочато роботи з заміни газону і встановлення сучасних систем дренажу, поливу і підігріву поля. Роботи було закінчено лише восени, через несвоєчасні вимоги ФФУ стелити натуральний газон, хоча спочатку роботи проводилися в розрахунку на штучний. 
У грудні 2011 року на стадіоні були встановлені нові прожектори, що забезпечують потужність освітлення 2000 люкс.
10 липня 2012 року стадіон приймав матч за Суперкубок України, в якому «Шахтар» впевнено обіграв земляків з «Металурга».
Російське вторгнення
Після початку війни на сході України, стадіон опинився у власності невизнаної луганської народної республіки (ЛНР). В даний час на ньому проводять навчально-тренувальні заняття вихованці СДЮСШОР з футболу, легкої атлетики, боротьби, фехтування, п’ятиборства і важкої атлетики.